# Rivula continentalis
Rivula continentalis är en fjärilsart som beskrevs av M.Gaede 1939. Rivula continentalis ingår i släktet Rivula och familjen nattflyn. Inga underarter finns listade.